# Szabadság Fiai

Zászlajuk

A Szabadság Fiai (Sons of Liberty) az első olyan szervezet volt a gyarmati Amerika történelmében, ami nyíltan szembeszállt a brit uralommal. Az 1765-ös bélyegtörvény kiadása óta működtek aktívan. Fő céljuk egyike volt a bélyegtörvény által kivetett adók beszedésének megakadályozása.
Maga a szervezet Bostonban alakult meg. Ugyanott, ahol a legismertebb "bűntettüket" hajtották végre, a bostoni teadélutánt, amely bár összefügg a bélyegtörvénnyel, nem teljesen az a közvetlen előzménye. Samuel Adams, aki John Adams későbbi elnök rokona volt, nagy szerepet vállalt a teadélután megszervezésében, bár magának a csoportosulásnak nem ő volt a vezetője. A Szabadság Fiai először csak Bostonban tevékenykedett, de később kilenc teljes gyarmatra terjedt ki a hálójuk. A szervezet ebből következően egy kilenc, függőleges vörös csíkból álló zászlót használt.